# Tretroller

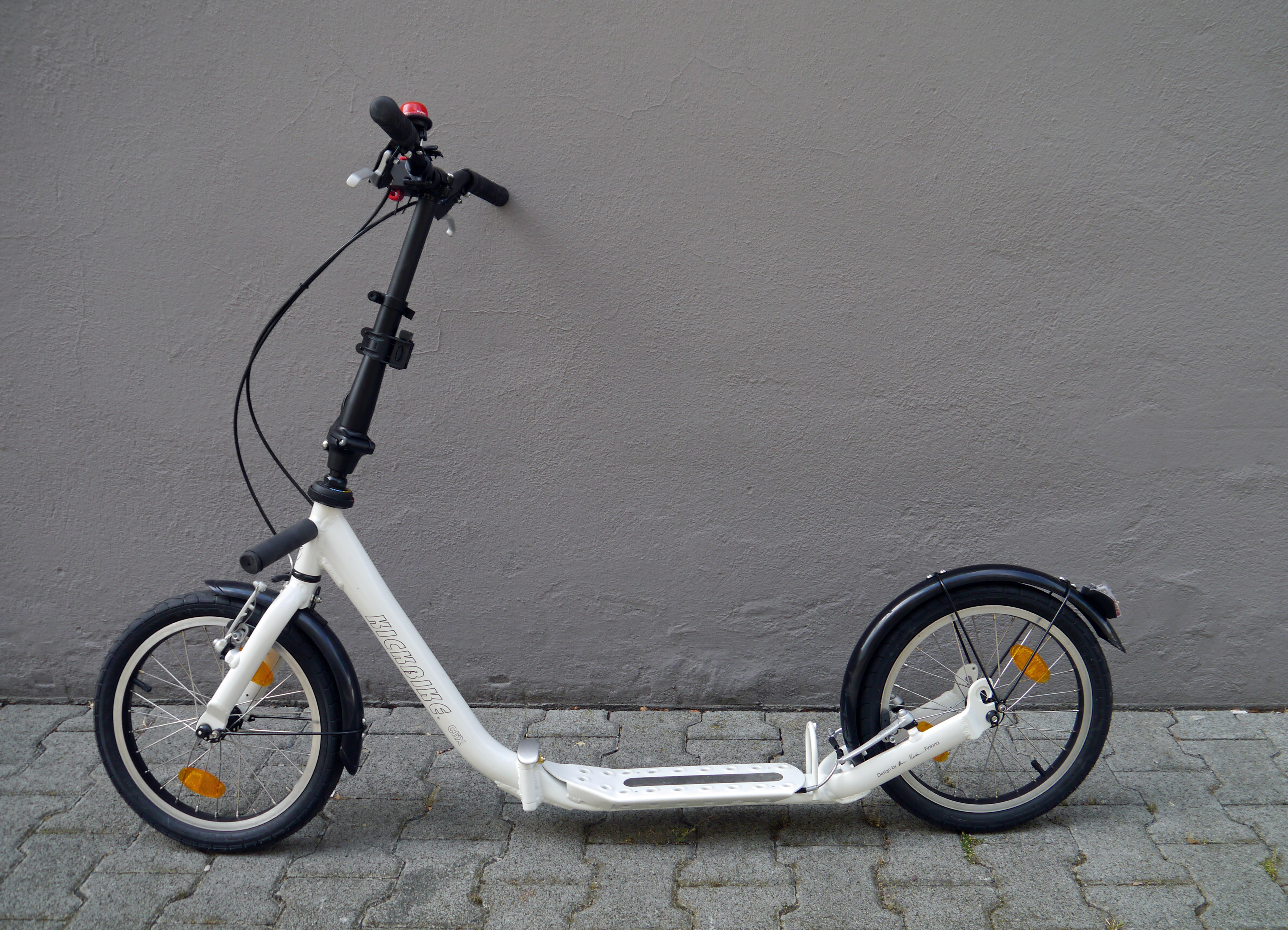
Tretroller für Erwachsene, als Transport-, Freizeit- und Sportgerät

Ein Tretroller oder Trittroller bzw. (vor allem in der Schweiz) Trottinett, Trottinette oder (im süddeutschen Raum) Radelrutsch (auch in der Bauweise des Wipprollers) ist ein muskelkraftbetriebenes, zweirädriges Kleinfahrzeug mit einem bodennahen Trittbrett, auf dem sich eine Person stehend fortbewegen kann. Er wird durch Abstoßen mit einem Bein (beim Wipproller durch gewichtsverlagernde Wippbewegungen über einen mechanischen Antrieb) angetrieben und ist meist aus Holz, kohlenstofffaserverstärktem Kunststoff oder Metall (Aluminium, Stahl) gebaut.

## Geschichte des Tretrollers

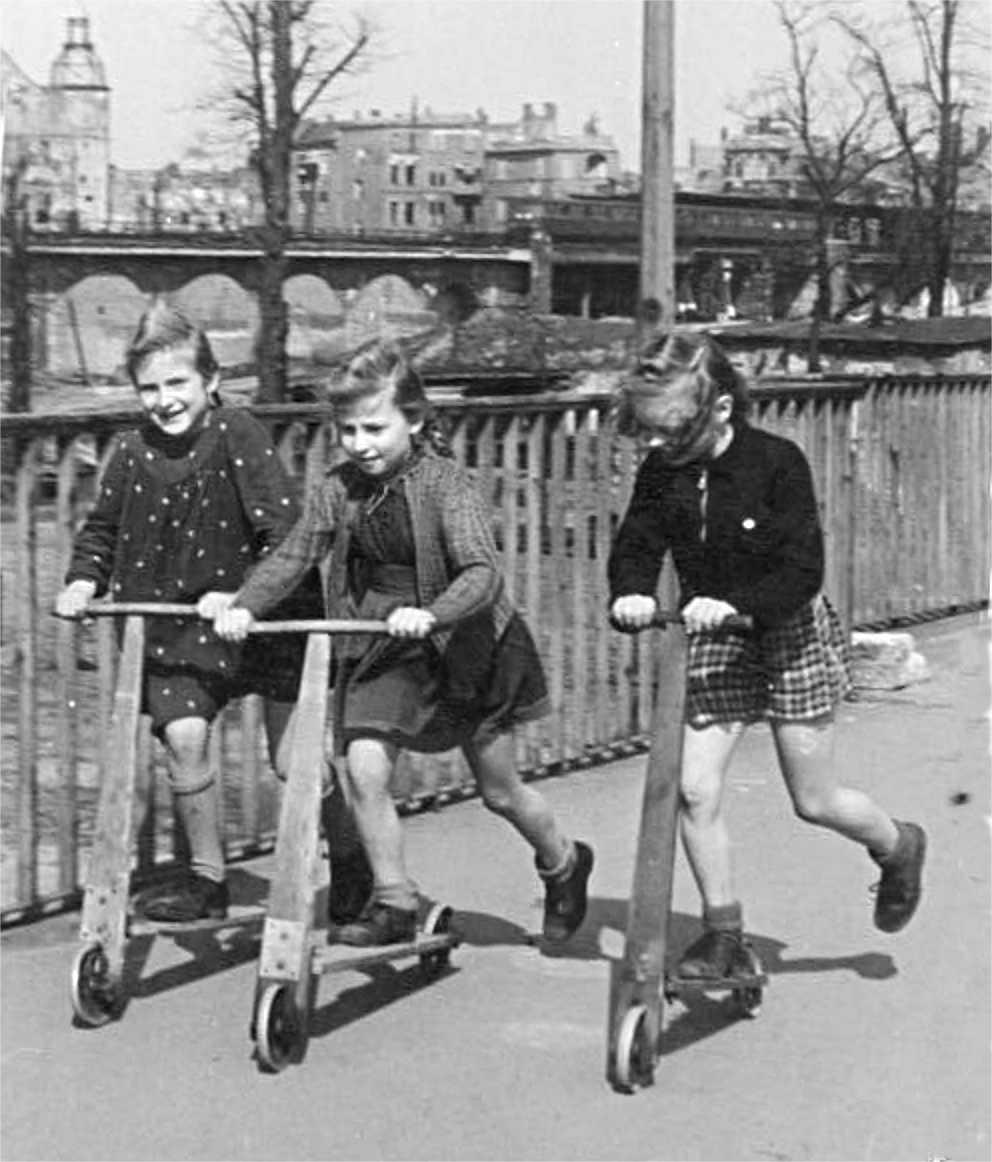
Kinder mit Rollern, 1948

Im Jahr 1817 stellte der badische Erfinder Karl von Drais eine Laufmaschine vor, die dem Tretroller sehr nahekam, auf der man aber wie beim Kinderlaufrad saß. Ausgehend von diesem Gefährt war es Carl Ferdinand Langhans, der aus der sitzenden eine stehende Position entwickelte und somit den ersten Tretroller erfand. Im Gegensatz zu den heutigen einspurigen Modellen besaß der erste Tretroller jedoch eine zweirädrige Hinterachse, das Gefährt musste also nicht ausbalanciert werden.
In den Nürnberger Spielzeug-Musterbüchern des 19. Jahrhunderts ist kein Tretroller abgebildet. Erst nach dem Ersten Weltkrieg gab es einen Boom von Tretrollern als Kinderspielzeug.
1915 wurde der Autoped auf den Markt gebracht, ein Tretroller mit Motor, der in Deutschland in Lizenz als Krupp-Roller bekannt wurde und erstmals auch erwachsene Nutzer ansprach. Die Stückzahlen blieben allerdings überschaubar.
Den ersten modernen Tretroller für Erwachsene baute 1969 Břéťa Michálek zusammen mit seinem Vater, nachdem der tschechoslowakische Skilanglaufverband nach einem Trainingsgerät für den Sommer suchte. 1998 gründete Michálek schließlich die Firma MIBO Scooters im tschechischen Rožnov pod Radhoštěm.
Der klassische Sportroller „Kickbike“ wurde etwa 1990 von Hannu Vierrikko/FIN als Sommertrainingsgerät zum Tretschlitten erfunden.
In den Jahren 2000 und 2001 wurde der Mini-Klapproller, vom Schweizer Wim Ouboter erfunden, zur Modeerscheinung für den urbanen Individualverkehr und englisch Scooter oder Kickboard benannt (diese sind dreirädrig und es gab sie schon rund 2 Jahre, bevor die zumeist aus Aluminium bestehenden Scooter auf den Markt kamen). In Deutschland überbrückten viele Besucher der EXPO 2000 in Hannover die dortigen Gehdistanzen auf diese Weise und machten das Gefährt immer bekannter. Zuvor waren Roller nur als Kinderspielzeug gebräuchlich.
Während z. B. in den Niederlanden die Tretrollerszene vergleichsweise groß ist, hat die deutsche Rennszene erst 2007 wieder mehr Zulauf erfahren.
Mitte der 2010er Jahre kamen die ersten, kompakten Akku-Elektroroller (E-Scooter) auf den Markt, die durch den Start von Verleihsystemen ab 2018 weltweit populär wurden und die in der Folge auch den Absatz von klassischen Tretrollern für Erwachsene erhöhten.

## Modellvarianten
Zu unterscheiden sind Mini-Klapproller von größeren Rollern mit größeren Rädern.
Während Mini-Klapproller meist harte Reifen wie bei Inlineskates verwenden, besitzen große Roller im Allgemeinen Luftreifen wie beim Fahrrad. Zumeist werden bei Sportrollern kleinere Hinterräder verwendet. So sind die typischen Laufradgrößen im Sportbereich z. B. 28/18″ oder 26/20″ (vorne/hinten).
Wegen der einspurigen Bauweise kann das Fahren mit dem Roller es erleichtern, später das Radfahren zu erlernen.

### Klassischer Tretroller für Erwachsene
Einspurige, zweirädrige Tretroller (auch Footbike, Kickbike oder Kick Scooter genannt) mit einer Felgengröße bis zu 28 Zoll und mit Luftbereifung zeichnen diese Kategorie aus, die vom Grundprinzip aufgebaut sind wie die Kinderroller aus der Nachkriegszeit. Je größer die Laufräder sind, umso höhere Geschwindigkeiten sind prinzipiell möglich. Allerdings sind kleinere und damit leichtere Räder leichter zu beschleunigen, eignen sich also besser für die Stadt, wo oft abgebremst und beschleunigt werden muss. Außerdem lassen sich diese Roller, die hinzu oft faltbar sind, auch besser in öffentlichen Verkehrsmitteln mitnehmen.
Ein Tretroller mit kürzerem Radstand, wie er sich bei Rollern mit kleineren Rädern in der Regel ergibt und unter Beibehaltung der niedrigen Trittbretthöhe, setzt bei unebenem Straßenbelag erheblich weniger auf. Je niedriger das Trittbrett ist, umso ermüdungsärmer ist der Bewegungsablauf beim Treten. Meist werden heutzutage Roller mit einer Trittbretthöhe von sechs bis acht Zentimetern gebaut, für den Einsatz im Gelände auch bis elf Zentimetern.
Es gibt sowohl Modelle für Erwachsene als auch solche für Kinder.

### Klassischer Tretroller für Kinder
Aufgebaut wie die Tretroller für Erwachsene, nur mit luftbereiften Laufrädern von bis zu 20 Zoll Felgengröße. Neben dem anderen Rahmenbau, unterscheidet sich ein klassischer Tretroller von den beliebten Microscootern für Kinder an der meist vorhandenen Kröpfung an der Gabel, welches ein weniger direktes und damit weniger nervöses Fahrgefühl vermittelt.

### Mini-Klapproller
Der Mini-Klapproller, auch Microscooter genannt, wurde 1992 vom Lehrmeister Edmundo Duarte aus einer Idee seiner Lehrlinge in den Sulzer-Lehrwerkstätten in Winterthur entwickelt. Eines dieser Modelle steht heute im Landesmuseum Zürich. Der Scooter (Kinderroller) wurde im Jahre 1999 vom Hersteller Micro auf den Markt gebracht. Durch ihren robusten Aufbau, die Verfügbarkeit von Ersatzteilen und die Höhenverstellbarkeit des Lenkers sind Mini-Klapproller auch für Erwachsene nutzbar. Das Design dient als Vorbild vieler E-Tretroller, die seit den späten 2010er-Jahren durch den Einsatz in Verleihsystemen vielerorts vermehrt das Stadtbild prägen.

### Kickboards
Kickboards haben anders als klassische Roller drei Rollen und der Lenker ist ein runder Knauf ähnlich dem Schalthebel im Auto. Das Kickboard ist also eine Kombination aus einem Skateboard und Roller. Gelenkt wird durch seitliches Kippen des Knaufs und Gewichtsverlagerung.

### Waveboard/Wavescooter
Ein Waveboard ist in seinen Eigenschaften denen eines Surfbretts nachgeahmt. Kinder sollen das Gefühl von Leicht- und Schwerelosigkeit auf der Straße haben.

### Downhill-Roller
Downhill-Roller (auch: Downhill-Scooter bzw. in der Schweiz (Downhill-)Trottinettes) sind stabiler gebaut und für Bergabfahrten ausgelegt. Monsterroller gehören dazu, kennzeichnend dafür sind die dickeren Ballonreifen.

## Als Sportgerät

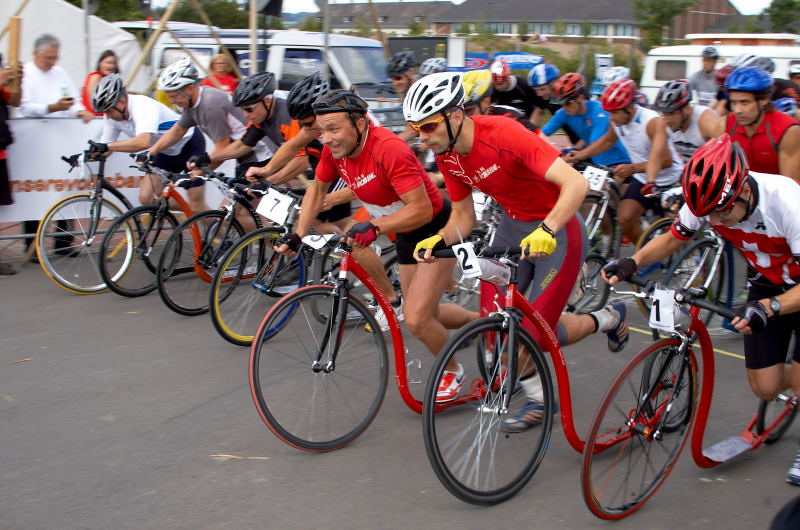
Rennstart bei der EM 2007 in St. Wendel

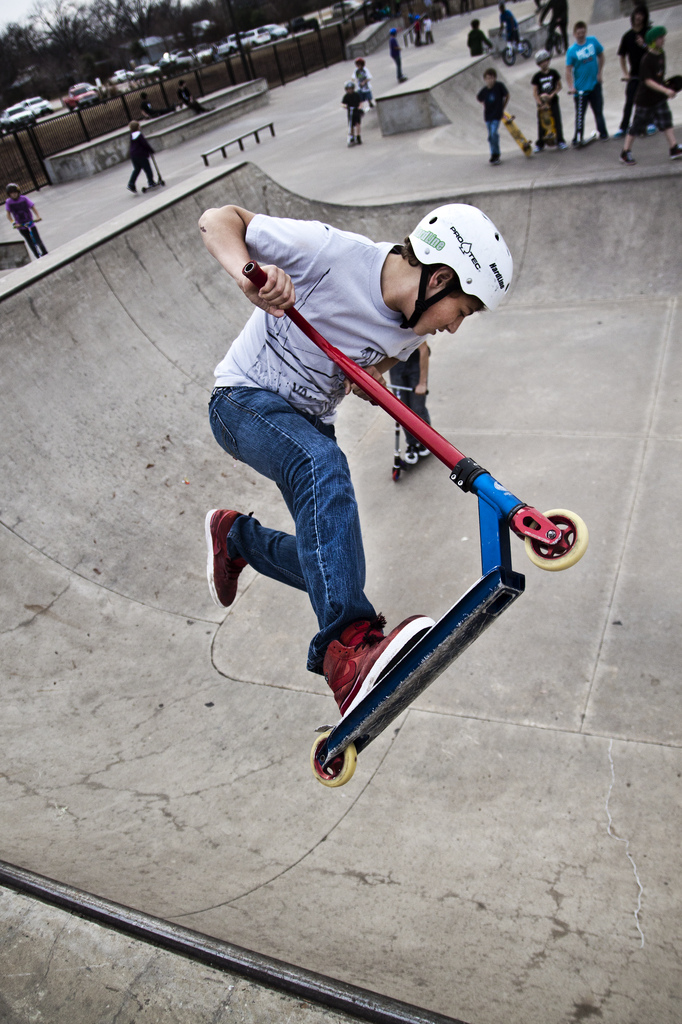
Mit Roller im Skateboard-Pool

Der kompakte, faltbare Tretroller (im Sportbereich auch Stuntscooter oder „Freestyle Scooter“ genannt) wird für Tricks wie beim BMX oder beim Skateboard verwendet.
Mit dem großen, luftbereiften Tretroller werden bei Europa- oder Weltmeisterschaften Rennen wie Kriterium (Rundkursrennen), Marathons oder Staffel ausgetragen. Bei einer Staffel wird der Roller als „Staffelholz“ übergeben. Im Marathon (42 km) können Durchschnittsgeschwindigkeiten von ca. 31 km/h erreicht werden. Die größte Rennszene gibt es in Holland, dahinter Tschechien, Italien und Finnland.
In Deutschland dürfen Tretroller bei einigen Marathons im Feld der Inlineskater/Handbiker mitfahren (werden zumeist noch nicht offiziell in den Ausschreibungen angeführt), z. B. Köln-Marathon, Karstadt-Marathon, Europamarathon, Damp-Marathon etc. Der Tretroller ist ein ideales Ausdauer-Trainingsgerät, das zwischen Laufen und Radfahren platziert ist. Selbst Langstreckenfahrten sind mit dem Tretroller möglich (Alpo Kuusisto mit 84:36 h bei Paris–Brest–Paris, 1200 km mit ca. 10.000 Höhenmetern oder Joachim Sternal bei Alb Extrem 190 km / 2800 Hm in 10 Std. (8,5 Std. reine Fahrzeit, 80 km/h bergab)). Beliebt ist der Deutsche Tretroller Cup (DTC). Der DTRV (Deutscher Tretroller Verband) wurde im März 2010 gegründet.
Der aktuelle 24-Stunden-Weltrekord wurde im Juli 2012 von Peter Groeneveld auf einer 400-m-Laufbahn gefahren (545 km). Die Niederländerin Hermies Koers stellte 2015 den 24-Stunden-Rekord bei den Damen auf. Dieser liegt bei 430,82 km.
Die Tretroller-Weltmeisterschaft 2012 in St. Wendel (Saarland) erreichte ein neues Teilnehmer-Maximum. Es waren ca. 300 Teilnehmer gemeldet. Die nächsten Weltmeisterschaften fand 2014 in Tschechien (Pilsen) statt. Die WM im Jahr 2016 wurde in Australien ausgetragen. Im Jahr 2018 fand sie in den Niederlanden statt. In den Jahren zwischen den Weltmeisterschaften finden Europameisterschaften statt.
2013 sind 6 starke Tretrollerfahrer die Tour-de-France-Strecke gefahren. Das Projekt hieß „Kickfrance 2013“. Sie sind einen Tag vor den Rennradprofis gestartet und kamen auch einen Tag vor ihnen auf der Champs-Elysées an. Damit sind sie in 3 Wochen über 3400 km und ca. 50.000 Höhenmeter gefahren.
Mit dem Tretroller gibt es auch Hundesport-Rennen vom VDSV (Verband Deutscher Schlittenhundesport Vereine e. V.), genannt Mushing.
2018 fand zum ersten Mal das Non-Stop-Rennen Kickdistance auf der Strecke Wien–Berlin statt, 2023 zum zweiten Mal. 2024 wurde es auf der Strecke Mailand–München ausgetragen, 2025 ist es auf der Strecke Bordeaux–Paris geplant. Meist sind rund 580–600 Kilometer binnen 50 Stunden zu absolvieren. Kickdistance orientiert sich dabei an den Distanzradfahrten des 19. Jahrhunderts, sodass es ein zusätzlicher Anreiz ist, die damaligen Siegerzeiten auf heute besseren Straßen per Tretroller zu schlagen. 2023 konnte Michal Veselský die Zeit von Josef Fischer unterbieten. 2018 und 2024 gelang dies nicht.

## Als Verkehrsmittel

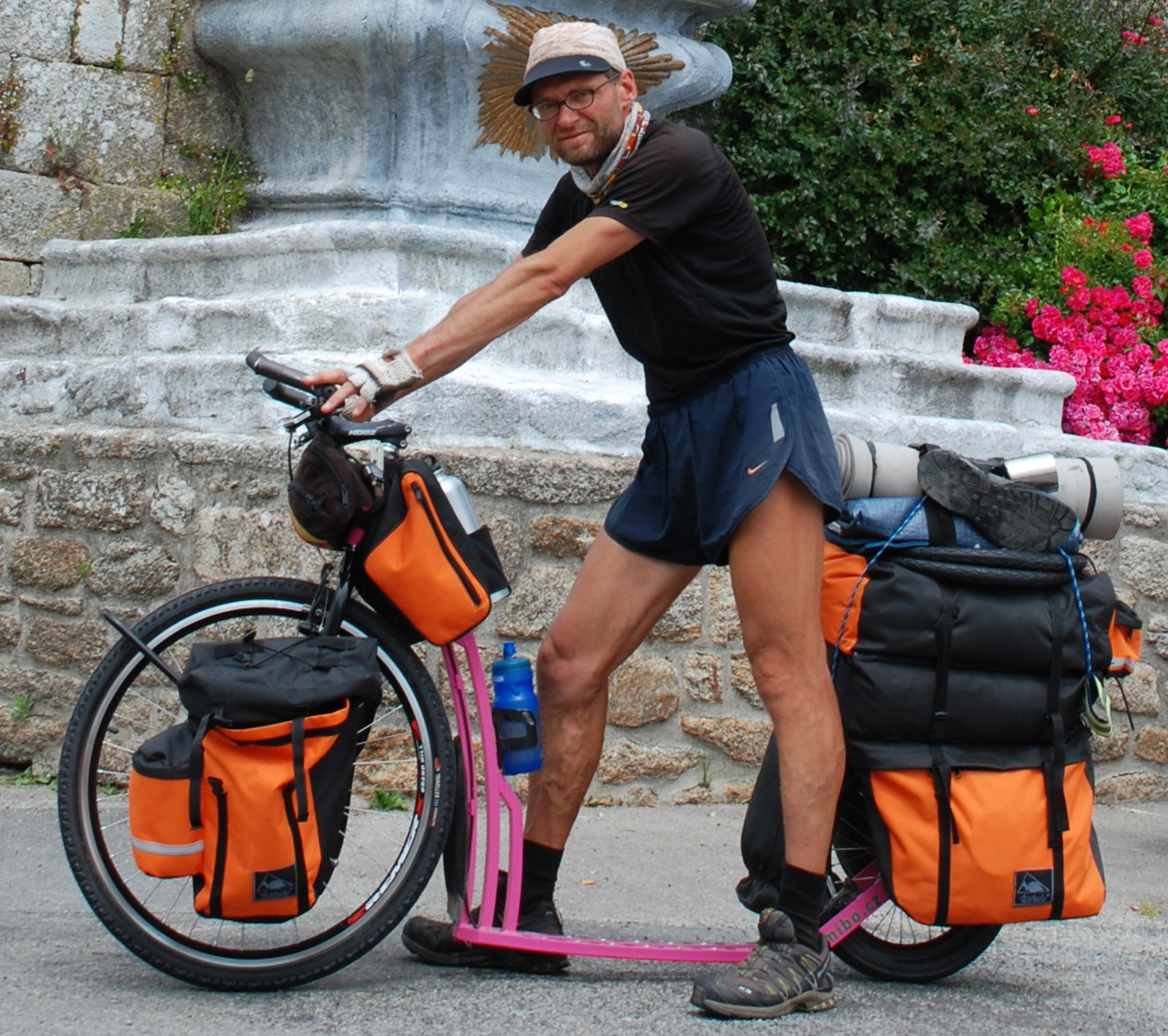
Tretroller als Reisefahrzeug

Auf der auto- und fahrradfreien Insel Helgoland sind Tretroller das Hauptverkehrsmittel. Auch die Amischen benutzen Tretroller als häufig genutztes Verkehrsmittel, weil Autos und teilweise auch Fahrräder in ihrer Glaubensgemeinschaft verboten sind.
Tretroller ohne Elektroantrieb müssen nach der deutschen Straßenverkehrsordnung (§ 24) auf Gehwegen fahren, sofern welche vorhanden sind, da sie anders als Fahrräder und E-Scooter nicht zu Fahrzeugen zählen, sondern wie Fußgänger behandelt werden. Auf Gehwegen darf nur mit Schrittgeschwindigkeit gefahren werden. Wie hoch diese genau ist, ist nicht eindeutig in der StVO festgeschrieben und variiert in der Rechtsprechung bis maximal 15 km/h.
Das Fahren auf Radwegen ist mit Tretrollern ohne Motor nicht zulässig, wird aber fast immer geduldet, besonders seit der Einführung von E-Scootern, die auf Radwegen bewegt werden müssen (wenn vorhanden).
Außerhalb geschlossener Ortschaften muss am linken Fahrbahnrand gefahren werden, soweit das zumutbar ist und wenn kein straßenbegleitender Gehweg vorhanden ist, da die Regeln für Fußgänger anzuwenden sind.
In der österreichischen Straßenverkehrsordnung wird zwischen Microscootern/Kickboard und größeren Tretrollern (Sidewalker) unterschieden. Erstgenannte werden wie in Deutschland als Spielzeug eingestuft und es gelten ähnliche Verhaltensregeln. Wohingegen größere Tretroller in Österreich dem Fahrrad gleichgestellt sind und dann auch mit zwei Bremsen, Lichtanlage, Reflektoren und Klingel ausgestattet sein müssen. Eine exakte Trennung, welcher Tretroller noch als Microscooter bzw. schon als Sidewalker eingestuft wird, existiert in der StVO nicht.
In der Schweiz gelten für Tretroller ähnliche Regeln wie in Deutschland. Dort darf ein Tretroller aber zusätzlich auch auf Straßen in Tempo-30- und Begegnungszonen bewegt werden.
Tretroller mit Motorunterstützung, Elektro-Tretroller, etablierten sich ab 2015 zunehmend weltweit in Großstädten als Verkehrsmittel, überwiegend im Mietsystem. In Deutschland wurden diese im Juni 2019 eingeführt und sollen kurze Entfernungen schnell und staufrei überwinden.

## Mitnahme in öffentlichen Verkehrsmitteln

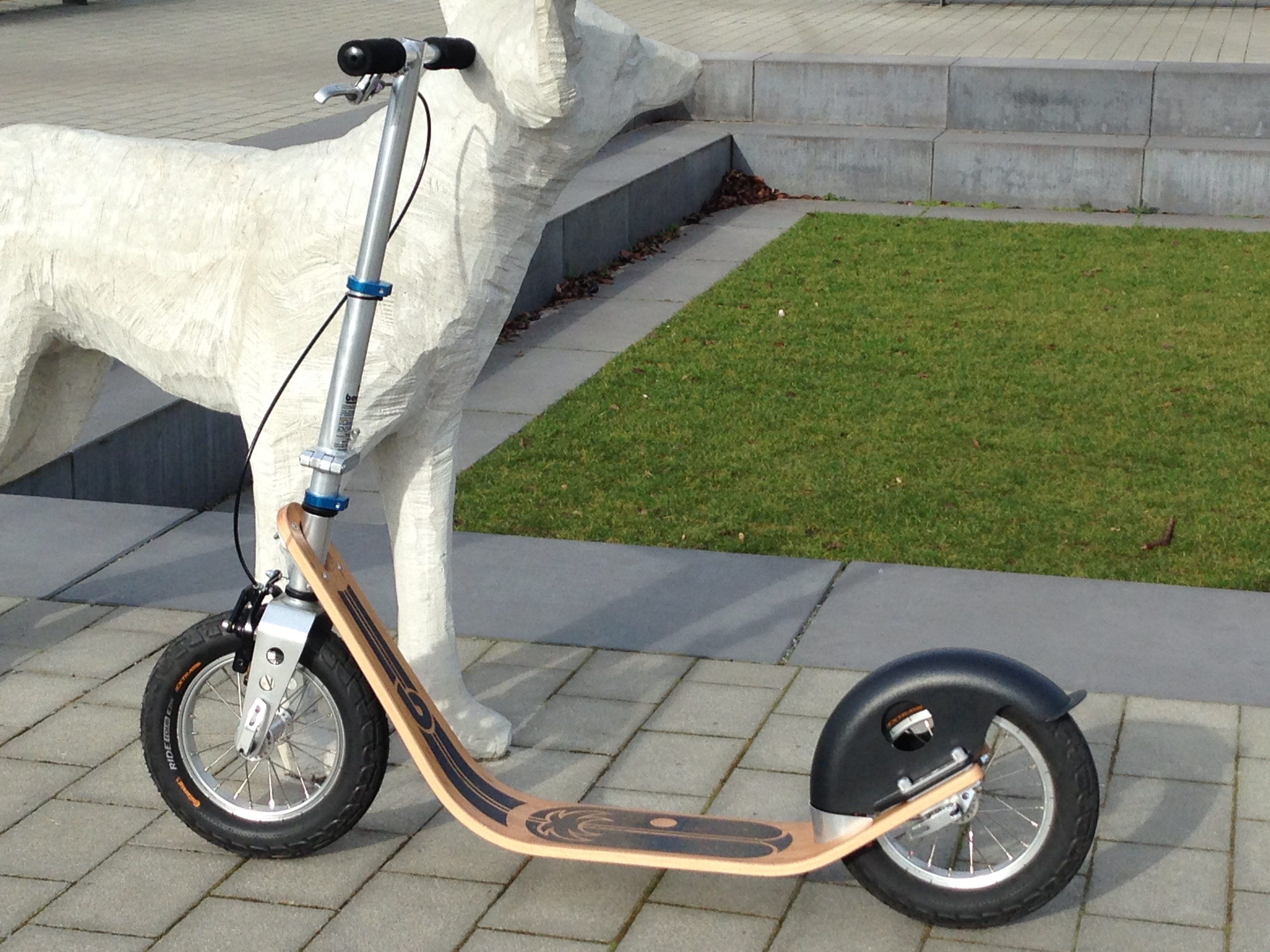
Tretroller für die Stadt, faltbar, stoßmilderndes Trittbrett.

Im Zuge der Freigabe von E-Scootern im Straßenverkehr hat die Deutsche Bahn explizit die kostenlose Mitnahme in ihren Zügen erlaubt, wenn der Roller zusammengeklappt wurde. Wenn ein Zusammenklappen des Rollers nicht möglich ist oder nicht vorgenommen wurde, muss für den Roller eine Fahrradkarte gelöst werden. Diese Regeln dürften analog auch für Tretroller ohne Motor in der Praxis gelten. Es sei denn, der Tretroller hat einen Raddurchmesser von 16 Zoll und kleiner, denn dann darf dieser kostenlos und ungefaltet bei der Deutschen Bahn mitgenommen werden.
Im Nahverkehr, insbesondere in Tram und Bus, gelten davon jedoch abweichende Regelungen. Im VBB in Berlin und Brandenburg werden Tretroller mit einer Laufradgröße von nicht mehr als 12 Zoll, auch im nicht gefalteten Zustand, kostenlos befördert. Für größere Tretroller muss eine Fahrradkarte gelöst werden. Bei E-Sootern dagegen ist die Laufradgröße unwichtig, hier zählt allein, ob der Roller zusammengeklappt wurde (kostenlos) oder nicht (Fahrradkarte).
Österreich: In den Zügen der ÖBB werden Roller gratis befördert, wenn sie gefaltet wurden. Ansonsten ist ein Fahrradticket zu lösen. In den Verkehrsverbünden gibt es davon wie auch in Deutschland abweichende Regelungen. In Wien werden Tretroller egal welcher Größe kostenlos als Handgepäck befördert, E-Scooter nur im gefalteten Zustand, sonst gar nicht.
Schweiz: In den Zügen der SBB werden kostenlos und unverpackt nur kleine Tretroller, die in der Schweiz Trottinett heißen, transportiert. Größere Roller müssen für eine kostenlose Mitnahme entweder gefaltet und verpackt sein oder es muss ein Fahrradticket gelöst werden.

## Gesundheitliche Aspekte
Abstoßen sollte man sich lediglich mit den Zehen und Fußballen des Trittbeins. Die ideale Frequenz liegt bei drei bis sieben Stößen, bevor man Stand- und Trittbein wechseln sollte.
Tretrollerfahren über längere Distanzen fördert Ausdauer, Fitness und Kraft. Darin eingebunden sind Waden-, Oberschenkel- und Gesäßmuskeln sowie auch Bauch-, Rücken-, Brust- und Armmuskeln und das Herz-Kreislauf-System. Eine Stunde Tretrollerfahren verbraucht zwischen 700 und 950 kcal. Die zahlreichen positiven Eigenschaften in Kombination mit einem geringen Unfallrisiko wurden auch für die Reha erkannt und der Tretroller wird als Kur-Maßnahme empfohlen. Insbesondere Patienten mit Knie- und Rückenbeschwerden profitieren von diesem Trainingsgerät.

## Trivia
Der Journalist Michael Wigge hat 2013 für sein Projekt „Auf dem Tretroller durch Deutschland“ eine Fernseh-Dokumentation produziert, bei der er in 81 Tagen eine Gesamtstrecke von 2473 km auf dem Tretroller von Nord nach Süd durch Deutschland zurücklegte. Zu der Tour hat er auch ein Buch mit gleichem Titel veröffentlicht.
Bei den Transeuropaläufen wurden auch Tretrollerfahrer außer Konkurrenz zugelassen. Der Lauf von 2009 ging von Bari bis zum Nordkap und über 4.500 km in 64 Tagen und wurde in der Kino-Dokumentation I Want to Run – Das härteste Rennen der Welt festgehalten.

## Galerie

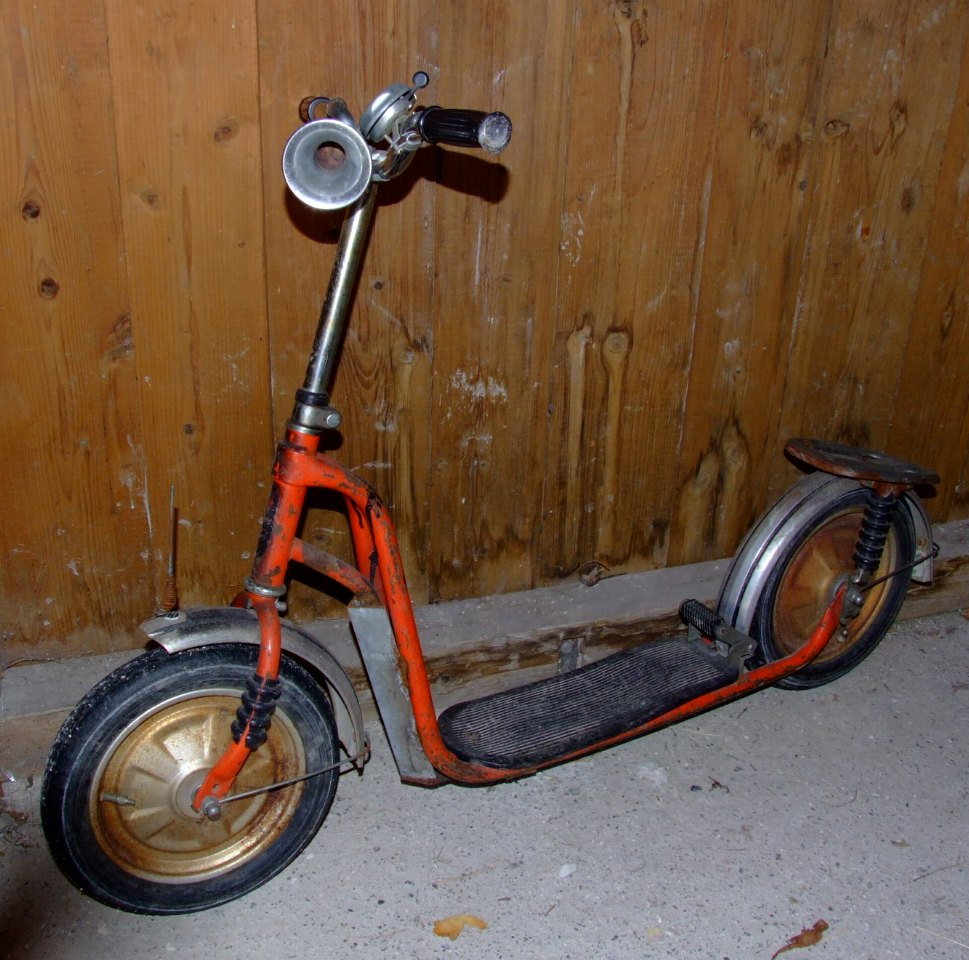
Kinderspielzeug: Roller der 1970er-Jahre
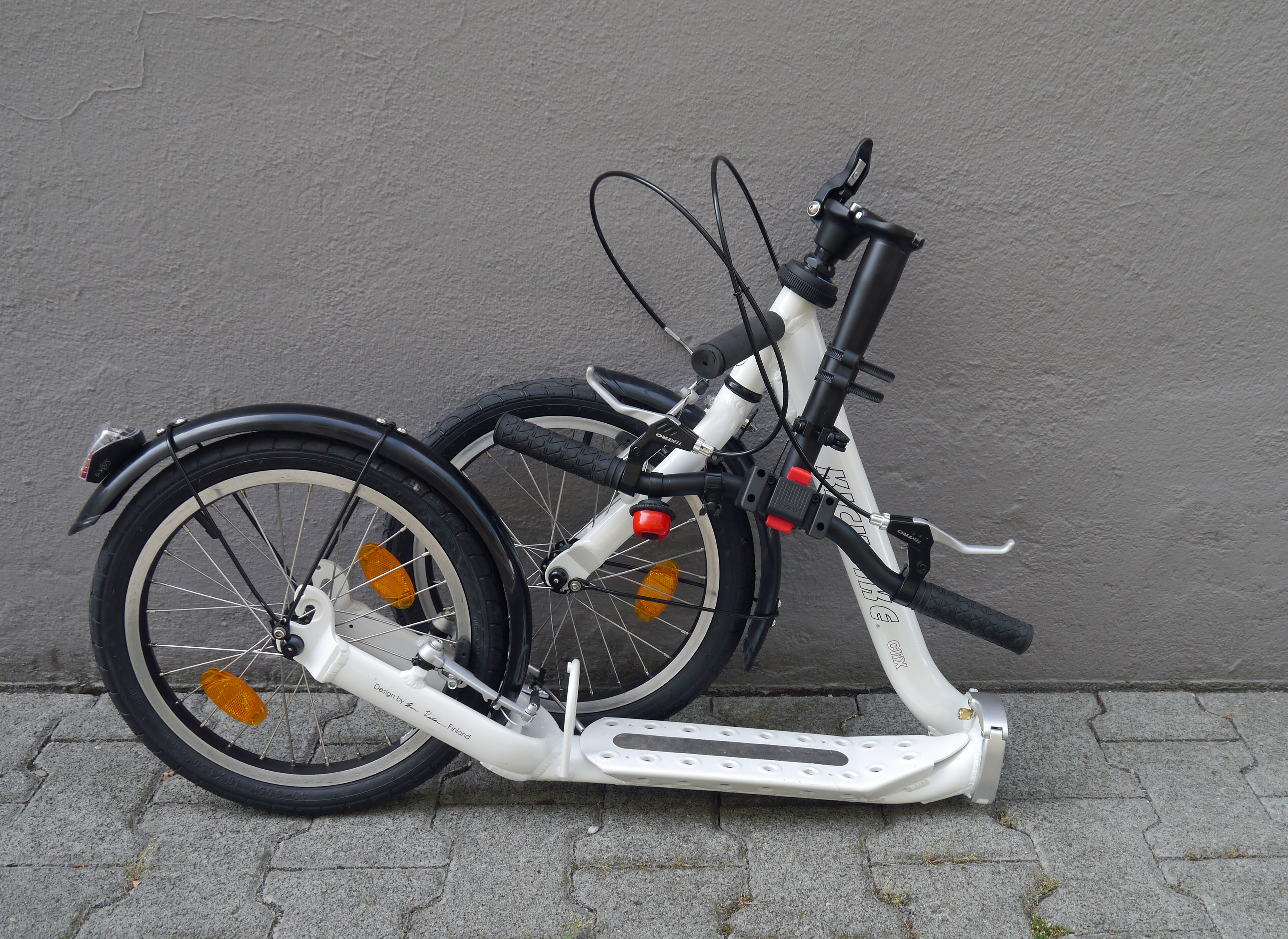
Faltbarer Tretroller, Kickbike-Clix
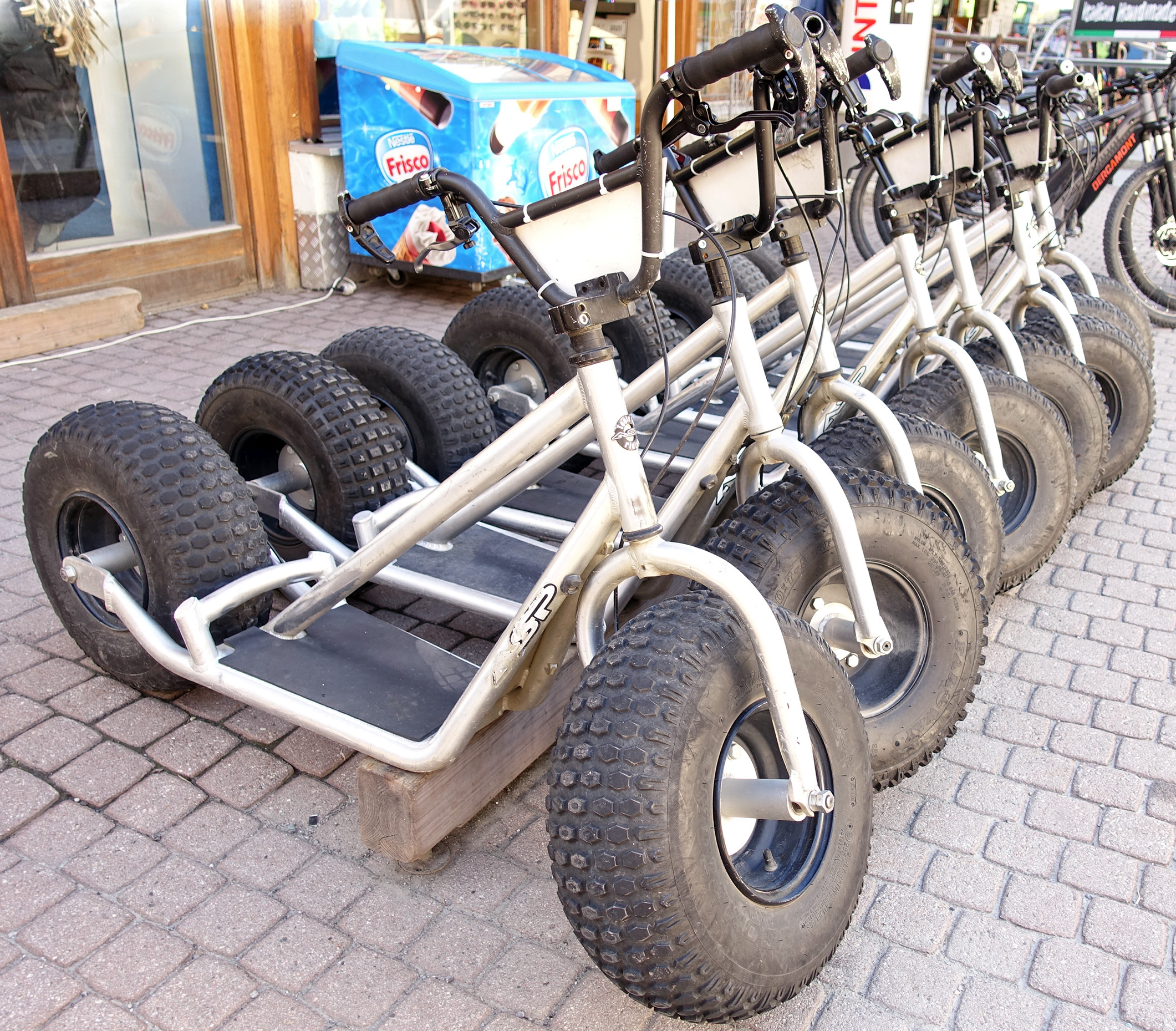
Roller mit extra dicker Bereifung (Firma ASP)
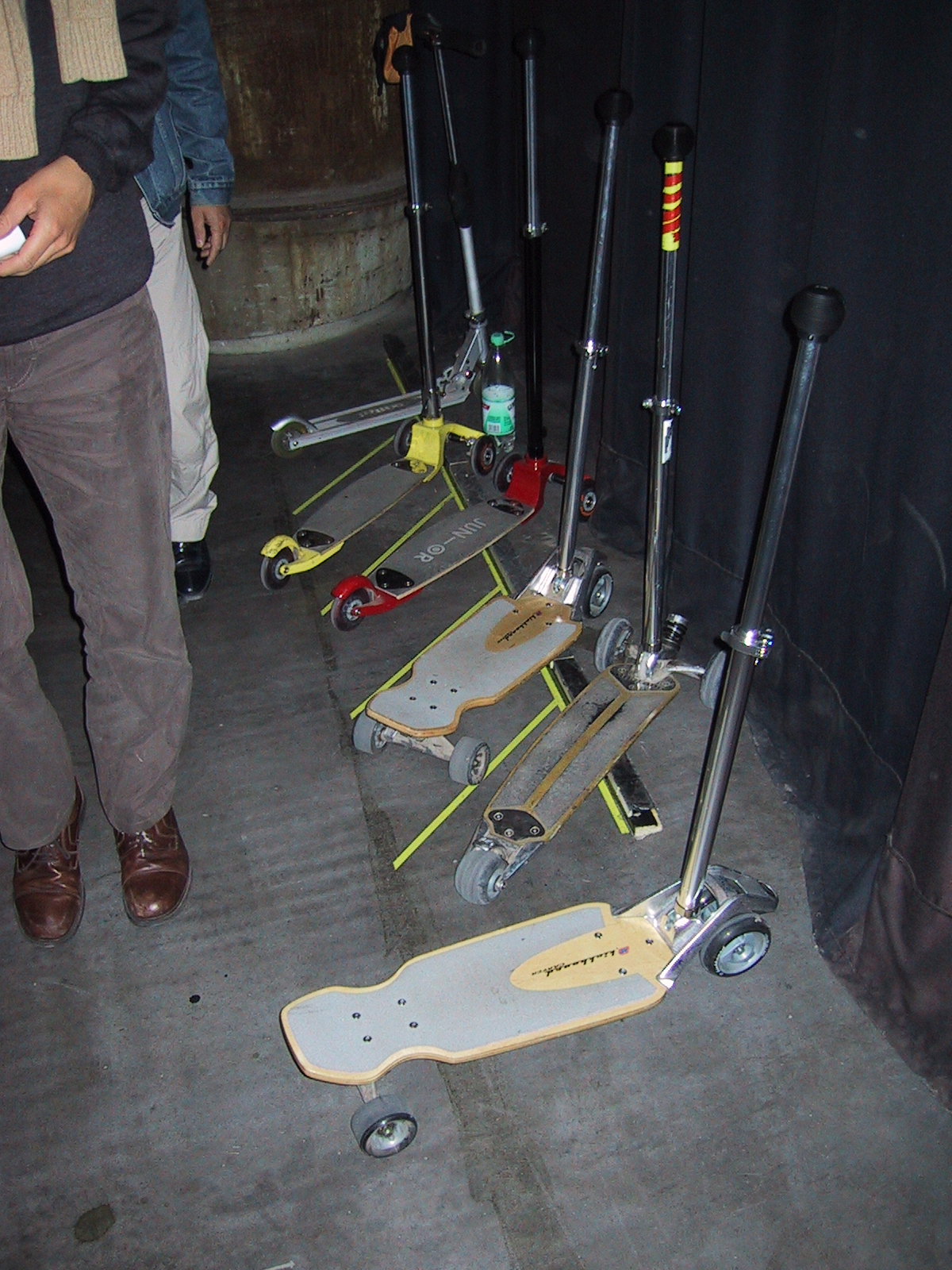
Kickboards für Bühnenarbeiter (Jahrhunderthalle Bochum)
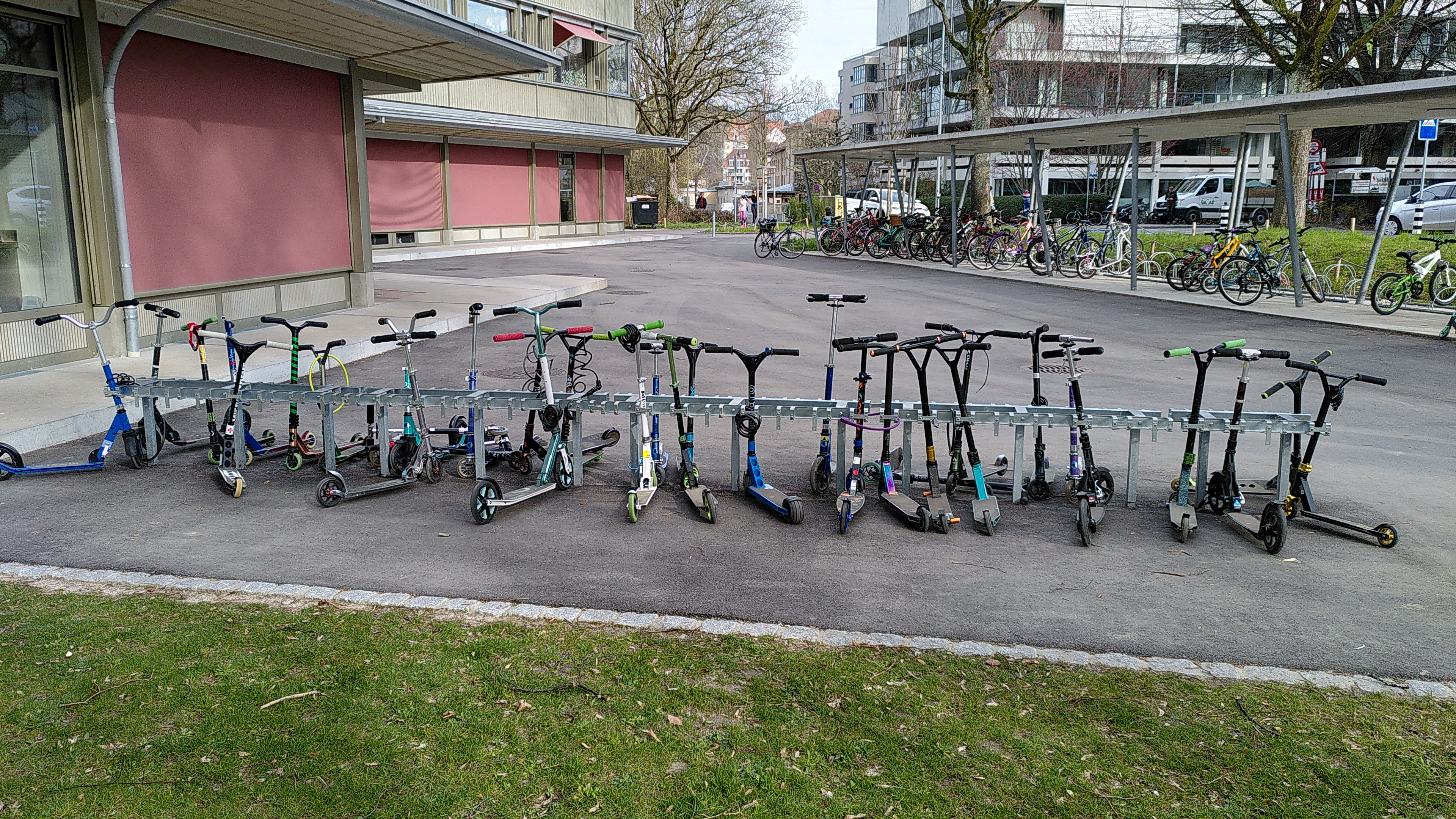
Geordnetes Abstellen vor einem Schulhaus in der Schweiz
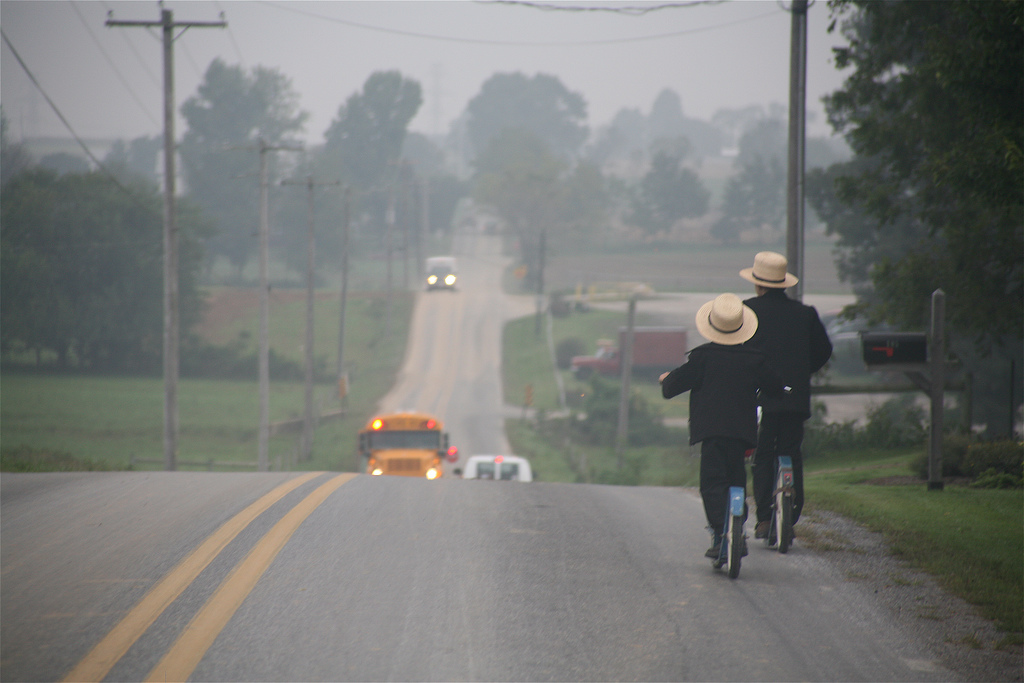
Amische in Pennsylvania benutzen statt Fahrrädern häufig Tretroller
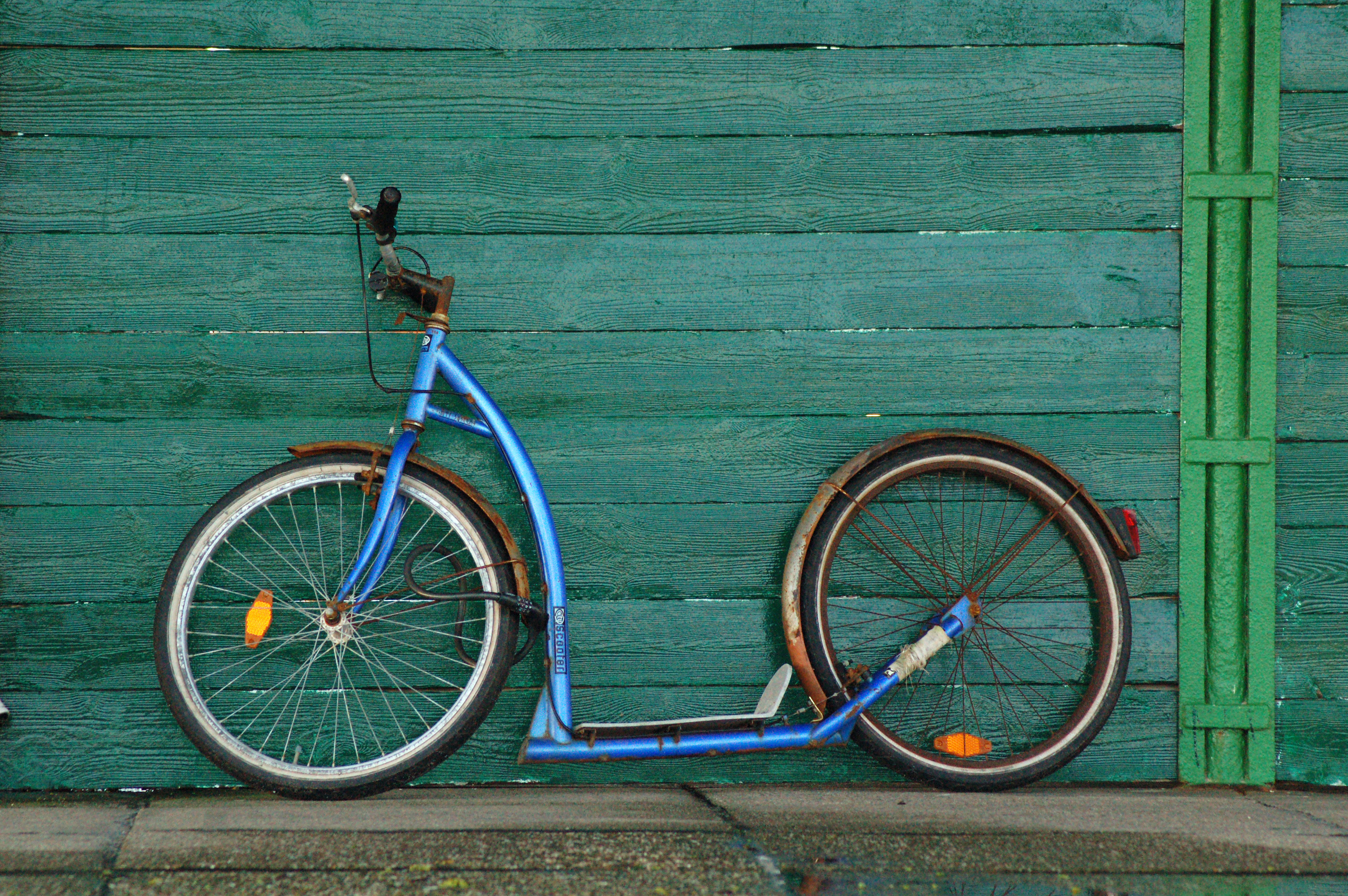
Tretroller auf Helgoland – Radfahren ist auf der Insel Helgoland verboten
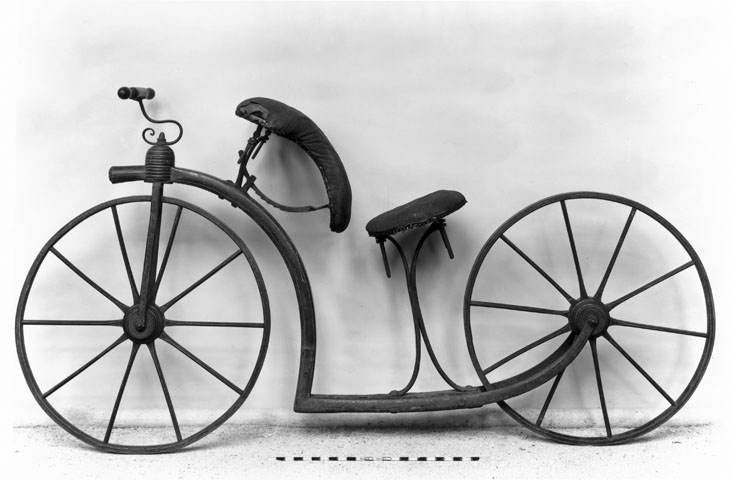
Ein früher Tretroller mit Sitzfunktion, erfunden 1819 von dem Engländer Denis Johnson
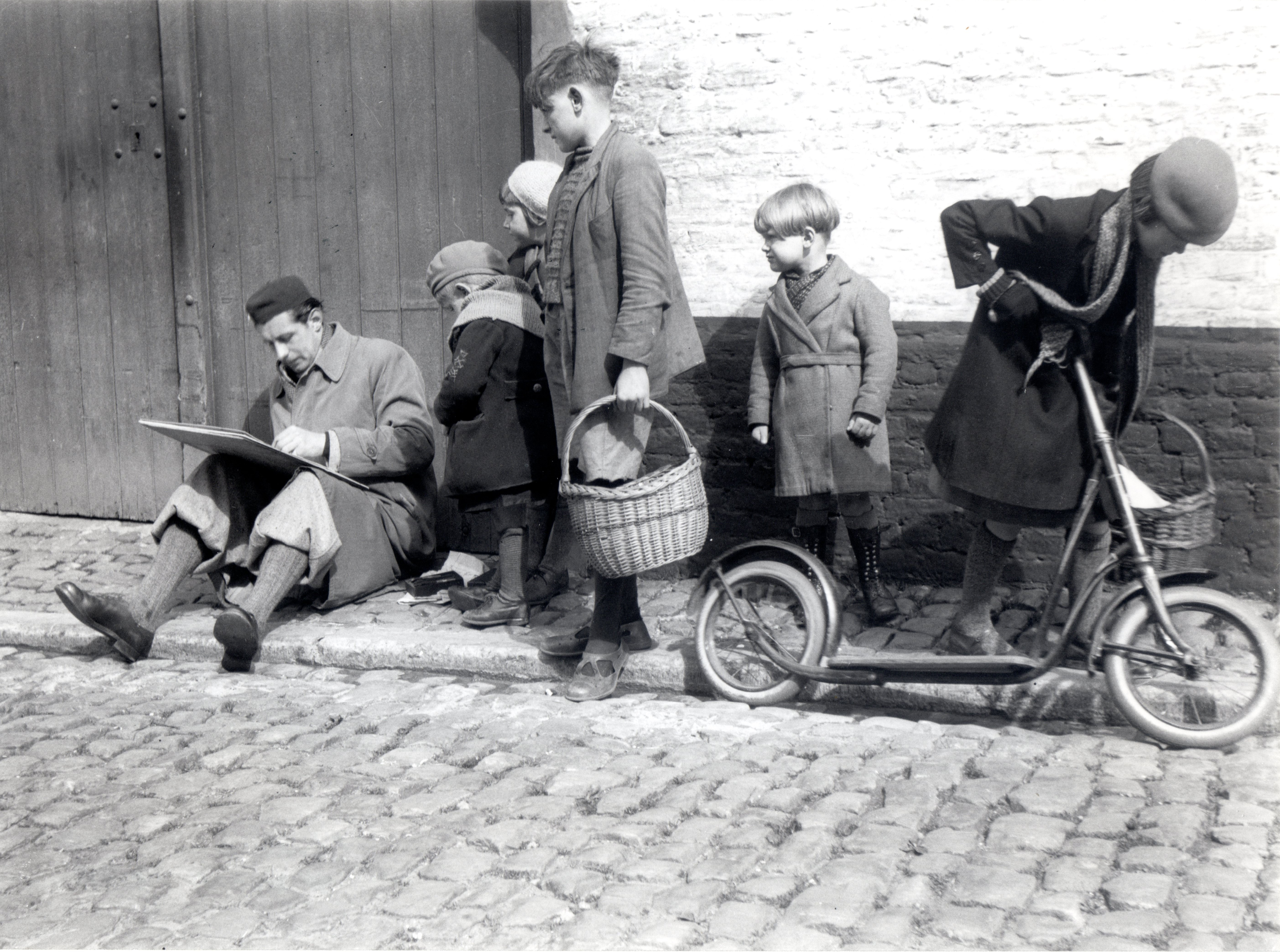
Ein Kinder-Tretroller in Diest, Belgien, 1936.
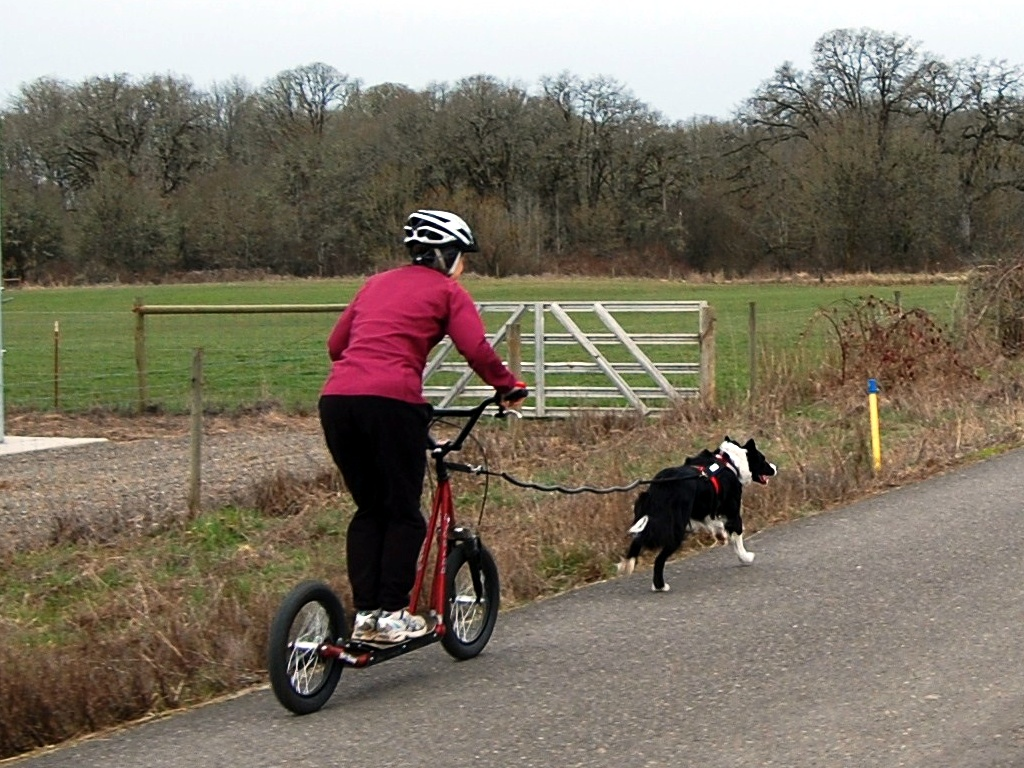
Eine Frau auf einem Tretroller, die sich von einem Hund ziehen lässt, dem sogenannten Mushing
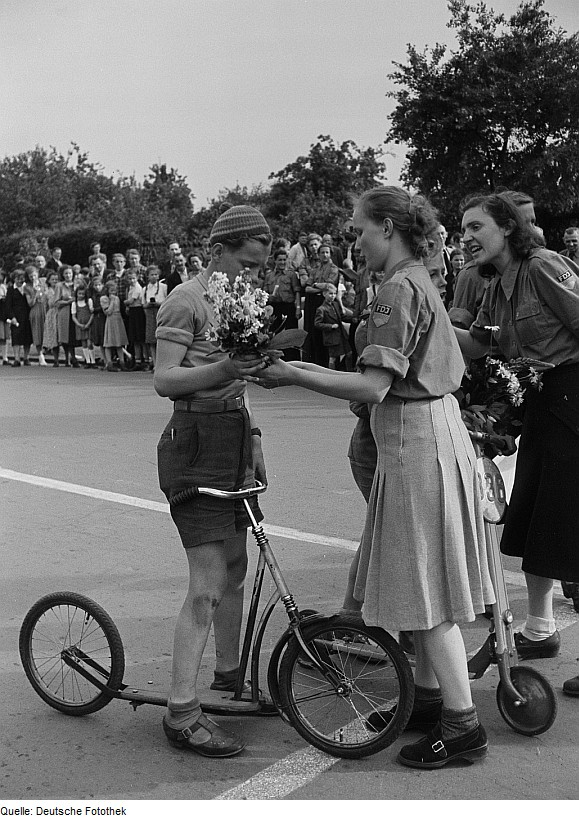
Siegerehrung beim Rollerrennen in Leipzig-Marienbrunn, 1952
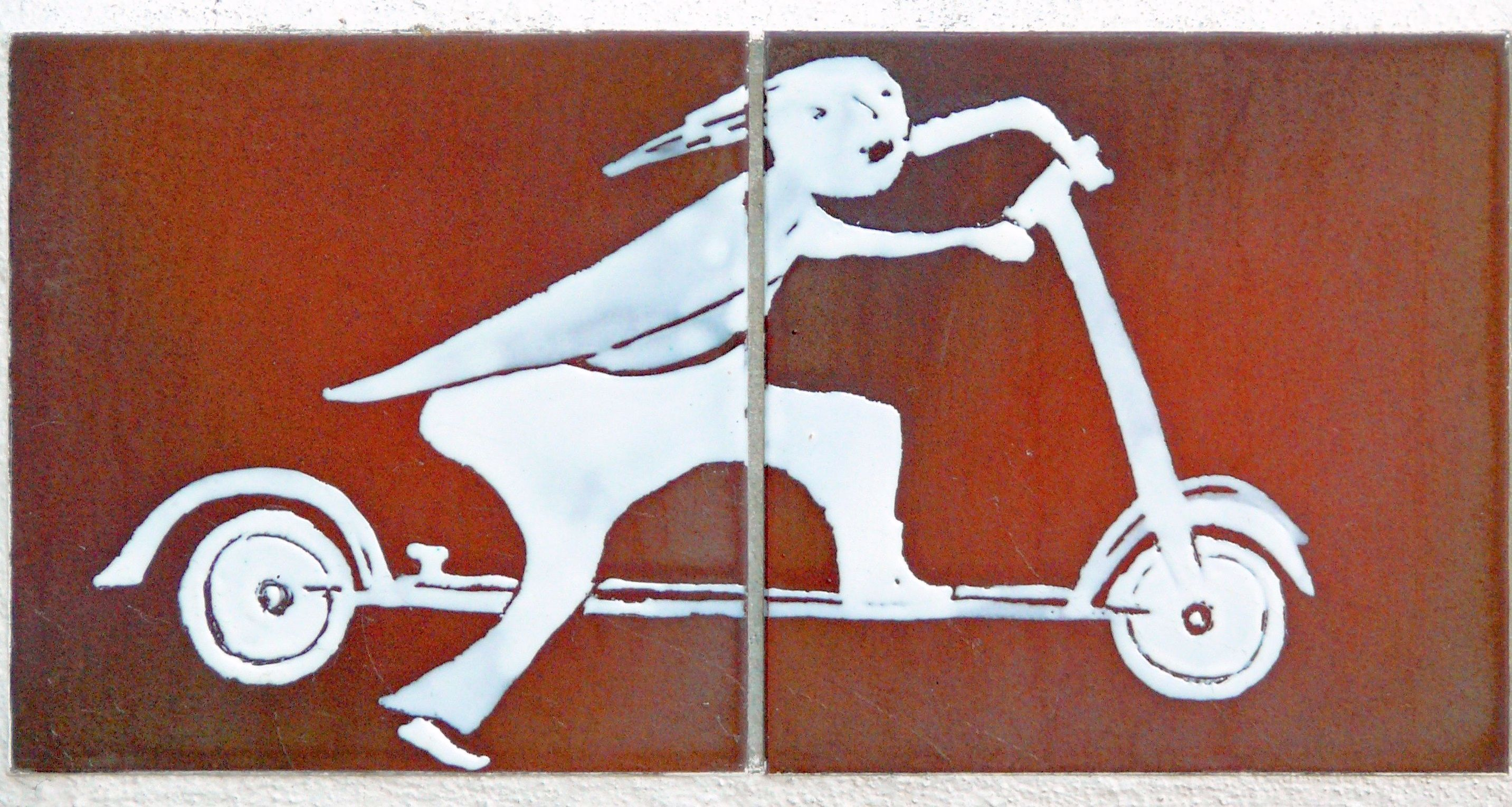
Tretroller in der Kunst: Fassade der Kirche Mariä Himmelfahrt (Dachau), 1954–1956 oder 1958